# NGC 225
NGC 225 ist die Bezeichnung eines offenen Sternhaufens im Sternbild Kassiopeia am Nordsternhimmel. Er hat eine scheinbare Helligkeit von +7,0 mag und einen Durchmesser von 15'.
Der offene Sternhaufen wurde im Jahr 1783 von Caroline Herschel entdeckt.

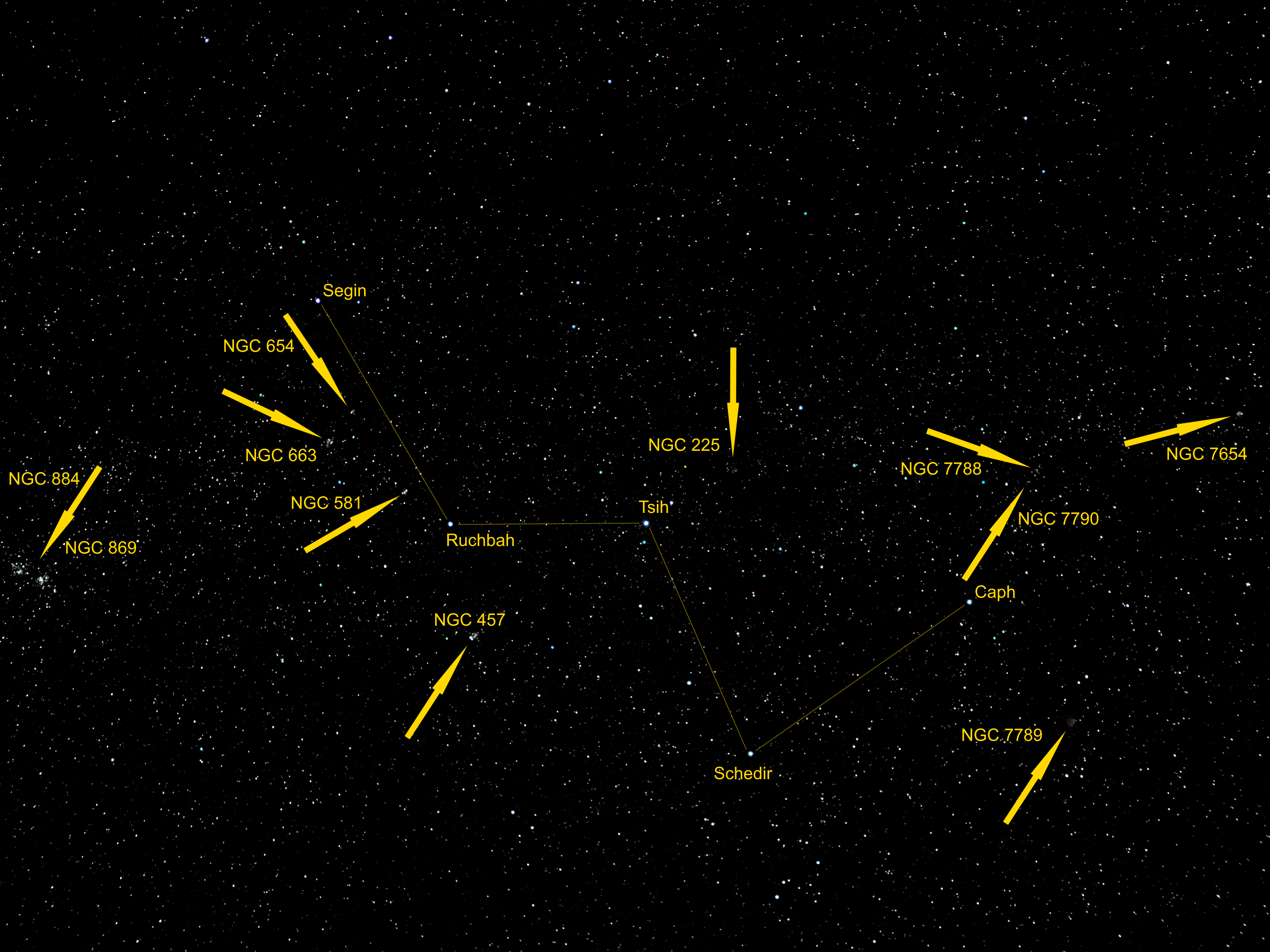
Das Sternbild Kassiopeia mit der Lage der Doppelsternhaufen χ Persei (NGC 884) und h Persei (NGC 869) sowie der Sternhaufen NGC 654, NGC 663, NGC 581, NGC 457, NGC 225, NGC 7788, NGC 7790, NGC 7789 und NGC 7654.